# Tipula futilis
Tipula futilis är en tvåvingeart som beskrevs av Alexander 1924. Tipula futilis ingår i släktet Tipula och familjen storharkrankar. Inga underarter finns listade i Catalogue of Life.